# Kakadu białooka
Kakadu białooka (Cacatua goffiniana) – gatunek średniej wielkości ptaka z rodziny kakaduowatych (Cacatuidae). Endemicznie występuje tylko na należących do Indonezji Wyspach Tanimbar w południowo-wschodniej części Morza Banda. Introdukowany na Wyspy Kai (wschodni kraniec Morza Banda), Singapur, Tajwan i Portoryko.

## Taksonomia
Gatunek został prawidłowo opisany naukowo dopiero w 2004 roku, po tym jak 4 lata wcześniej dowiedziono, że dwa okazy, na podstawie których pierwotnie opisano takson Lophochroa goffini Finsch, 1863 (i którą to nazwę powszechnie stosowano w odniesieniu do kakadu z Wysp Tanimbar), w rzeczywistości są przedstawicielami gatunku Cacatua ducorpsii Pucheran, 1853 (kakadu mała).
Gatunek monotypowy (nie wyróżnia się podgatunków).

## Morfologia
Masa ich ciała wynosi ok. 250 gramów w przypadku samic oraz ok. 300 gramów w przypadku samców. Od głowy do ogona mierzą 31 cm. Kakadu białooka jest więc najmniejsza ze wszystkich papug z podrodziny kakadu. Jeśli chodzi o barwę upierzenia, jest ono białe z domieszką piór różowych bądź barwy łososiowej na twarzy. Jej dziób jest jasnoszary. Osobniki obu płci wyglądają niemal identycznie.
Podobnie jak pozostałe gatunki z podrodziny kakadu, posiada ona grzebień, czyli zespół piór na głowie, które może podnosić względnie opuszczać. Jej ciało pokryte jest w większości białymi piórami. Pióra różowe występują pomiędzy dziobem a oczami. Położone głębiej partie piór grzebieniowych oraz piór na szyi są również barwy łososiowej, ale ubarwienie to jest w tym przypadku ukryte za zewnętrznymi obszarami piór. Spodnia strona skrzydeł oraz pióra na ogonie wyróżniają się żółtawym odcieniem. Kolor oczu mieści się w palecie od brązu do czerni.
Kakadu białooka bywa często mylona z kakadu sinooką, ze względu na duże podobieństwa pomiędzy nimi.

## Status i ochrona
W związku z postępującą dewastacją środowiska na Wyspach Tanimbar oraz kłusownictwem na ograniczoną na skalę, kakadu białooka uważana jest za gatunek bliski zagrożenia wyginięciem i z tego względu umieszczona została w Czerwonej księdze gatunków zagrożonych IUCN. Gatunek wyszczególniono również w Załączniku I listy CITES. Trend liczebności populacji na wolności uznaje się za spadkowy.
W latach 70. XX wieku japońscy drwale przetrzebili wyspy, na których występuje kakadu białooka. Wiele oszołomionych, zdezorientowanych ptaków zostało schwytanych i przeznaczonych na sprzedaż. Niestety, wiele spośród nich nie przeżyło nawet warunków transportu. Optymizmem napawać może jednak fakt, że liczebność gatunku została odtworzona w trakcie programu rozmnażania papug w niewoli. Obecnie więcej osobników znajduje się w niewoli niż w naturalnym środowisku.